# Esnes-en-Argonne
Esnes-en-Argonne è un comune francese di 131 abitanti situato nel dipartimento della Mosa nella regione del Grand Est.

## Società

### Evoluzione demografica
Abitanti censiti